# Чхеидзе, Николай Николаевич
Никола́й Никола́евич Чхеи́дзе (26 октября 1909, Новый Торъял, Уржумский уезд, Вятская губерния, Российская империя — 28 октября 1996, Марий Эл, Россия) — советский деятель сельского хозяйства, учёный-агроном. Заместитель директора Марийской сельхозопытной станции (1946—1949), начальник инспектуры Государственной комиссии по сортоиспытанию сельскохозяйственных культур по Марийской АССР (1953—1981). Заслуженный агроном РСФСР (1976). Участник Великой Отечественной войны. Член ВКП(б).

## Биография
Родился 26 октября 1909 года в п. Новый Торъял ныне Новоторъяльского района Марий Эл.
В 1930—1932 годах служил в рядах РККА.
В 1933 году окончил Нартасский сельскохозяйственный техникум, по окончании — преподаватель, завуч этого техникума. В 1936 году окончил Казанский сельскохозяйственный институт, в 1941 году — аспирантуру при нём.
В 1941 году вновь призван в РККА Йошкар-Олинским военкоматом. Участник Великой Отечественной войны: заместитель командира бронепоезда 39 отдельного дивизиона бронепоездов на Сталинградском фронте, лейтенант. В июне 1944 года завершил военную службу. Награждён орденом Отечественной войны II степени.
В 1946—1949 годах был заместителем директора Марийской сельхозопытной станции. В 1953—1981 годах — начальник инспектуры Государственной комиссии по сортоиспытанию сельскохозяйственных культур по Марийской АССР.
За вклад в развитие сельского хозяйства в 1960 году ему присвоено почётное звание «Заслуженный агроном Марийской АССР», в 1976 году — почётное звание «Заслуженный агроном РСФСР». Награждён орденом «Знак Почёта», медалями, в том числе медалью «За трудовую доблесть» и серебряной медалью ВДНХ, а также Почётной грамотой Президиума Верховного Совета Марийской АССР (трижды).
Скончался 28 октября 1996 года в Йошкар-Оле.

## Звания и награды
- Заслуженный агроном РСФСР (1976)[1][2]
- Заслуженный агроном Марийской АССР (1960)[1][2]
- Орден Отечественной войны II степени (06.04.1985)[8]
- Орден «Знак Почёта» (1966)[1][2]
- Медаль «За трудовую доблесть» (1946)[1][2]
- Серебряная медаль ВДНХ[1][2]
- Медаль «За доблестный труд. В ознаменование 100-летия со дня рождения Владимира Ильича Ленина»[1][2]
- Почётная грамота Президиума Верховного Совета Марийской АССР (1946, 1957, 1968)[1][2]